# Leptanthura muelleri
Leptanthura muelleri är en kräftdjursart som beskrevs av Negoescu 1980. Leptanthura muelleri ingår i släktet Leptanthura och familjen Leptanthuridae. Inga underarter finns listade i Catalogue of Life.